# Margriet Zegers

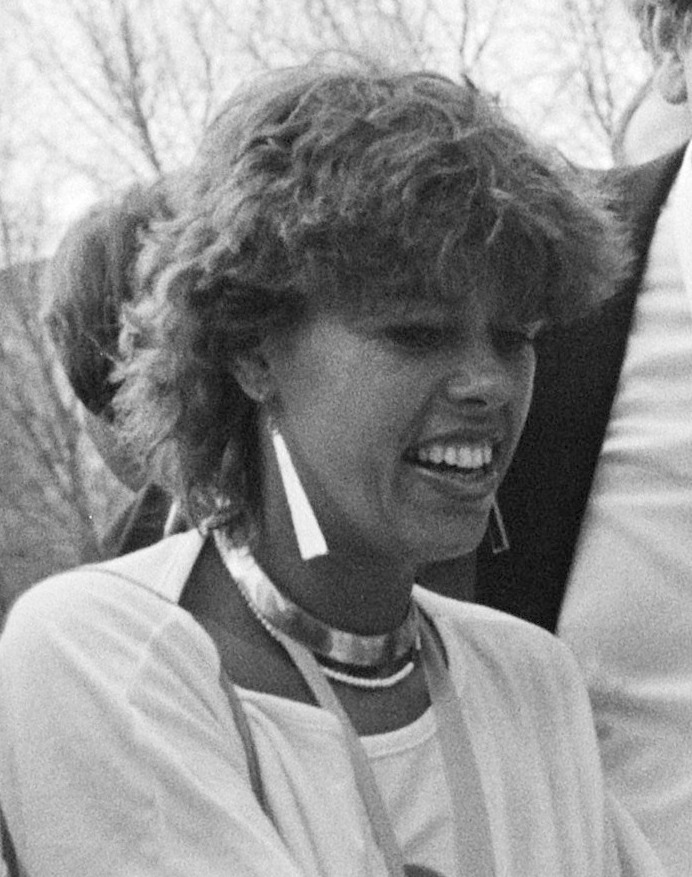
Margriet Zegers in 1983

Margriet Zegers (Heerenveen, 29 april 1954) is een Nederlands voormalig hockeyinternational.
Van 1980 tot 1984 speelde ze in totaal 55 interlands (nul doelpunten) voor de Nederlandse vrouwenploeg. In deze periode was zij tevens lerares Nederlands aan het Amsterdams Lyceum.
Ze is getrouwd met oud-freestyleskiër Michiel de Ruiter.
Tegenwoordig is zij royaltyproducer bij het bedrijf van Ivo Niehe.

## Erelijst
- WK Hockey 1981 te Buenos Aires (Arg)
- WK Hockey 1983 te Kuala Lumpur (Mal)
- EK Hockey 1984 te Rijsel (Fra)
- Olympische Spelen 1984 te Los Angeles (VS)

Carina Benninga · 
Det de Beus · 
Fieke Boekhorst · 
Marjolein Bolhuis-Eijsvogel · 
Marieke van Doorn · 
Irene Hendriks · 
Elsemiek Hillen · 
Aletta van Manen · 
Anneloes Nieuwenhuizen · 
Martine Ohr · 
Sandra Le Poole · 
Alette Pos · 
Lisette Sevens · 
Sophie von Weiler · 
Laurien Willemse · 
Margriet Zegers · 
Coach: Gijs van Heumen